# Traboule

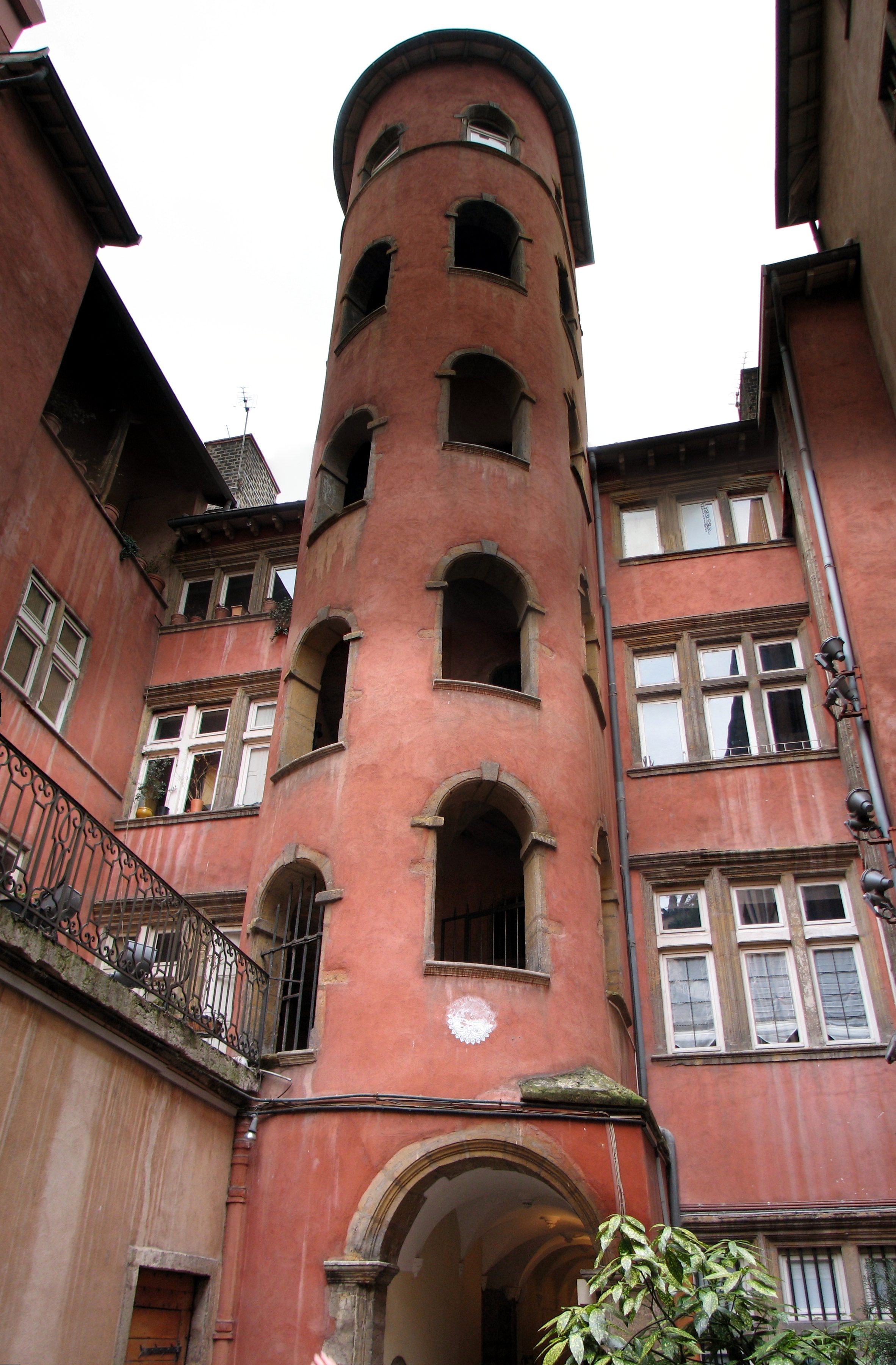
Treppenturm Tour Rose in Vieux-Lyon

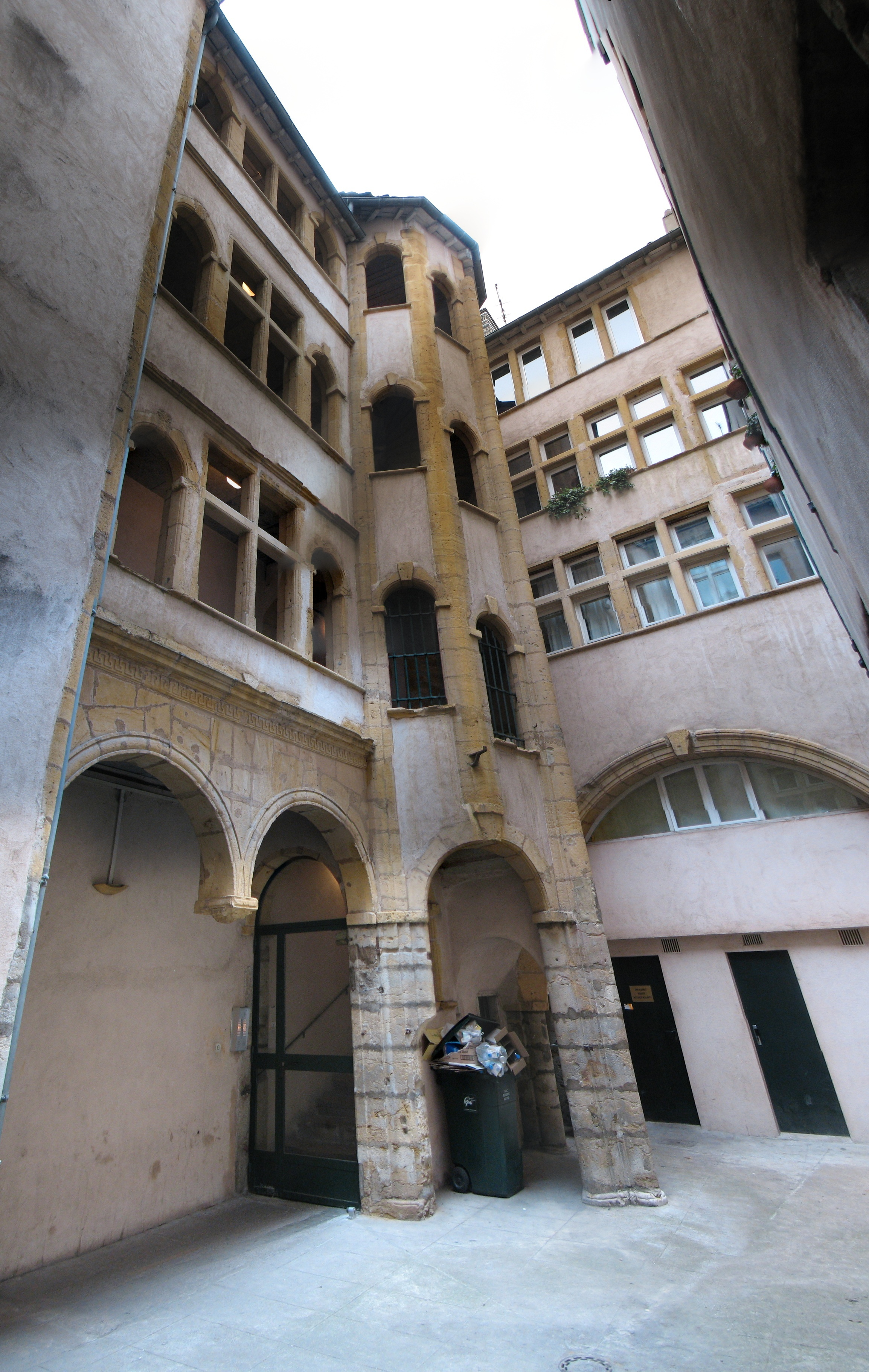
Typischer Innenhof mit abzweigenden traboules

Traboules (französisch, von lateinisch *transambulare über vulgärlat. trabulare „durchqueren“) sind Fußgängerpassagen, die den Durchgang von einer Straße zur anderen ermöglichen, gegebenenfalls durch Innenhöfe, als Tunnels und mitunter über verschiedene Ebenen. Sie sind hauptsächlich in Lyon, aber auch in anderen französischen Städten wie Villefranche-sur-Saône und Saint-Étienne zu finden.

## Funktion
Traboules verkürzten die Wege zwischen parallel geführten Gassen und spezifisch die Transportwege zwischen den einzelnen Manufakturen und von dort zu den Händlern. Gleichzeitig vermied man bei ihrer Benutzung weitgehend den Kontakt mit dem Regen und dem Unrat der – ehemals noch ungepflasterten und bürgersteiglosen – Straßen.

## Typen
- Direkte traboule: Der Ausgang ist (auf gleicher Ebene) bereits vom Eingang zu sehen
- Verwinkelte traboule: Zwei oder mehr Gebäude an Straßenecken werden durchquert
- Strahlenförmige traboule: Ein Innenhof im Zentrum eines Häuserblocks, von dem mehrere Durchgänge zu verschiedenen Straßen abzweigen
- Mehrstöckige traboule: Durchgang durch ein Gebäude am Hang; die verschiedenen Eingänge befinden sich in Straßen auf verschiedenen Ebenen, die traboule führt durch ein (offenes) Treppenhaus

## Verbreitung
In Lyon gibt es rund 500 traboules. 215 liegen im Stadtteil Vieux Lyon, 163 im Stadtteil Croix-Rousse und 130 im Stadtteil Presqu'île. In Vieux Lyon stammen sie aus der Renaissance, während sie in Croix-Rousse, dem traditionellen Viertel der Seidenarbeiter, aus jüngerer Zeit stammen.
In Saint-Étienne ist die Verbreitung der traboules deutlich begrenzter; sie finden sich in den historischen Vierteln Saint-Jacques und Crêt de Roc.

## Sonstiges
Die traboules spielten mehrfach eine wichtige Rolle als Versteck und Fluchtweg für den Widerstand der Bürger Lyons, so etwa beim Aufstand der Seidenweber sowie für die Résistance im Zweiten Weltkrieg.